# 寶德暴芯
暴芯（英語：PowerStar）是由中國寶德（PowerLeader）公司於2023年推出的中央處理器品牌，採用Intel x86架構。在上市之初，原以中國自主研發的中央處理器來作行銷，後被發現是由英特爾公司研發後貼牌的產品。

## 歷史
中國寶德公司董事長李瑞杰於2023年5月6日召開記者會，對外公布此款中央處理器，型號為，頻率為3.7GHz。在記者會上，寶德公司宣稱是在中華人民共和國國家強芯戰略政策指導下，由中國工程院院士沈昌祥領銜發表，同步展示了台式机、工作站、工控机等不同應用，預估每年可銷售150萬顆。在發表初期，因為晶片外型及接腳與英特爾第十代酷睿相同，也是x86架構，外界猜測可能是 Core i3-10105 的複刻版。
5月26日，在Geekbench測試中，顯示晶片型號為英特爾第十代Core i3，被質疑並不是自主研發產品。
5月31日，寶德公司發表聲明，寶德暴芯是在英特爾支持下推出的一款定制CPU產品，未取得中華人民共和國官方補助。